# Heterallactis microchrysa
Heterallactis microchrysa är en fjärilsart som beskrevs av Turner 1940. Heterallactis microchrysa ingår i släktet Heterallactis och familjen björnspinnare. Inga underarter finns listade i Catalogue of Life.